# El Trabajo (Ourense)
El Trabajo va ser un diari publicat a Ourense entre 1878 i 1880 en llengua castellana.
Va aparèixer a principis de 1878 com a butlletí quinzenal i es va publicar a la impremta d'Antonio Otero, que n'era el propietari. A partir de novembre de 1879 va començar a tenir una freqüència diària. Entre els seus redactors hi havia Manuel Curros Enríquez, Juan Neira Cancela i Luciano Cid Hermida. Era un periòdic independent i de caràcter progressista que oferia informació d'interès general, amb especial atenció a la política, l'economia i l'educació. Va deixar de publicar-se el març de 1880.